# MRI1
MRI1 (англ. Methylthioribose-1-phosphate isomerase 1) – білок, який кодується однойменним геном, розташованим у людей на короткому плечі 19-ї хромосоми. Довжина поліпептидного ланцюга білка становить 369 амінокислот, а молекулярна маса — 39 150.
| 10         |  | 20         |  | 30         |  | 40         |  | 50         |
| ---------- |  | ---------- |  | ---------- |  | ---------- |  | ---------- |
| MTLEAIRYSR |  | GSLQILDQLL |  | LPKQSRYEAV |  | GSVHQAWEAI |  | RAMKVRGAPA |
| IALVGCLSLA |  | VELQAGAGGP |  | GLAALVAFVR |  | DKLSFLVTAR |  | PTAVNMARAA |
| RDLADVAARE |  | AEREGATEEA |  | VRERVICCTE |  | DMLEKDLRDN |  | RSIGDLGARH |
| LLERVAPSGG |  | KVTVLTHCNT |  | GALATAGYGT |  | ALGVIRSLHS |  | LGRLEHAFCT |
| ETRPYNQGAR |  | LTAFELVYEQ |  | IPATLITDSM |  | VAAAMAHRGV |  | SAVVVGADRV |
| VANGDTANKV |  | GTYQLAIVAK |  | HHGIPFYVAA |  | PSSSCDLRLE |  | TGKEIIIEER |
| PGQELTDVNG |  | VRIAAPGIGV |  | WNPAFDVTPH |  | DLITGGIITE |  | LGVFAPEELR |
| TALTTTISSR |  | DGTLDGPQM  |  |            |  |            |  |            |

A: Аланін

C: Цистеїн

D: Аспарагінова кислота

E: Глутамінова кислота

F: Фенілаланін

G: Гліцин

H: Гістидин

I: Ізолейцин

K: Лізин

L: Лейцин

M: Метіонін

N: Аспарагін

P: Пролін

Q: Глутамін

R: Аргінін

S: Серин

T: Треонін

V: Валін

W: Триптофан

Кодований геном білок за функцією належить до ізомераз. 
Задіяний у таких біологічних процесах, як біосинтез амінокислот, біосинтез метіоніну, ацетилювання, альтернативний сплайсинг. 
Локалізований у цитоплазмі, ядрі, клітинних відростках.